# Packwood (Iowa)
Pour les articles homonymes, voir Packwood.
Packwood est une ville du  comté de Jefferson, en Iowa, aux États-Unis. Elle est incorporée le 7 mai 1894.

## Source de la traduction
- (en) Cet article est partiellement ou en totalité issu de l’article de Wikipédia en anglais intitulé « Packwood, Iowa » (voir la liste des auteurs).